# Google Lens
Google Lens，中文名稱Google智慧鏡頭，是Google在2017年Google I/O上发布的一款应用程序，旨在通过视觉分析提供相关信息。

## 特性
当将手机相机拍摄某个物体时，Google Lens会尝试识别该物体并显示相关搜索结果和信息。例如，将设备的摄像仪指向包含网络名称和密码的Wi-Fi标签时，它会自动连接到已扫描的Wi-Fi网络。Google Lens也集成在Google相簿和Google智能助理中。该服务类似于Google Goggles（Google先前推出的一款功能类似但功能较弱的应用程序）。Google Lens采用更先进的深度学习程序和人造神经网络来检测和识别物体、地标并提高光学字符识别（OCR）的准确性。

### 圈选即搜
圈选即搜（英语：Circle to Search）是谷歌与三星电子于2024年1月17日联合推出的一项图像搜索功能。
该功能允许用户在智能手机屏幕上圈选图像、文字或对象，快速调用Google Lens进行网页搜索，无需切换应用程序。
此功能最初仅在三星Galaxy S24与Pixel 8系列机型上提供，随后扩展至包括Pixel 9与三星Galaxy S25，以及可折叠设备如三星Z Fold 6和三星Z Fold 6等更多设备等更多设备。截至2025年1月，谷歌开始推出新版界面，使用户可以通过单次点击快速识别电话号码、网址等信息。

## 歷史
Google于2017年10月4日正式推出Google Lens，并在Google Pixel 2中预装了此应用程序的预览版。2017年11月，该功能开始发布到Google Pixel和Pixel 2的Google智能助理中。Google Lens的预览版也在Pixel手机的Google相册预览版中可用。
2018年3月5日，谷歌正式在非Pixel手机上的Google相册中启用Google Lens。2018年3月15日在iOS版Google相册中启用Google Lens。2018年6月，谷歌将Google Lens作为一款独立应用程序发布。
2021年7月，Google Lens登陸Chrome瀏覽器桌面版。